# Bataille d'Artemivsk (2014)
Pour un article plus général, voir Guerre du Donbass.
Guerre du Donbass
(fait partie de la Guerre russo-ukrainienne)
Batailles
- Euromaïdan
- Révolution de la Dignité
- Manifestations anti-Maïdan

Annexion de la Crimée
- Invasion russe de la Crimée
- Prise du Parlement de Crimée
- Prise de la base navale sud
- Incident de Simféropol (en)
- Occupation russe de la Crimée

Troubles pro-russes
- Odessa
- Troubles pro-russes à Kharkiv (uk)
- Troubles pro-russes à Louhansk (uk)
- Bataille de la rue Rymarska (uk)
- Proclamation de la république de Crimée
- Prise de Donetsk (uk)
- Proclamation de la RP de Donetsk
- Proclamation de la RP d'Odessa (hu)
- Proclamation de la RP de Lougansk
- Affrontements à Odessa du 2 mai (uk)
- Incendie de la Maison des syndicats d'Odessa

Guerre du Donbass
- Sloviansk
- Marioupol
- 1re Donetsk
- Louhansk
- Il-76
- Saour-Mogyla
- Horlivka
- Vol Malaysia Airlines 17
- 2e Donetsk
- Loutouhyne
- Ilovaïsk
- 3e Donetsk
- 32e barrage
- Volnovakha
- Debaltseve
- Marïnka
- Avdiïvka

La bataille d'Artemivsk (aujourd'hui Bakhmout) est une série d'affrontements opposant du 12 avril au 6 juillet 2014 l'armée ukrainienne aux forces séparatistes  dans la ville d'Artemivsk (renommée peu après en Bakhmout) pendant la guerre du Donbass, dans l'est de l'Ukraine, et dans le cadre plus large de la guerre russo-ukrainienne.

## Contexte
Dans le sillage de l'Euromaïdan, des troubles pro-russes se produisent dans de nombreuses villes de l'est, du centre et du sud de l'Ukraine, encouragés par l'annexion de la Crimée par la Russie. Les manifestations, surnommées le "printemps russe" en Russie, se déroulent sous des drapeaux et  slogans pro-russes, et mettent en avant un large éventail de revendications en réaction aux perspectives pro-européennes du nouveau gouvernement ukrainien , notamment en exigeant la réunion de territoires ukrainiens russophones avec la Russie dans le cadre du projet de Nouvelle-Russie.
Le 7 avril 2014, la prise du bâtiment gouvernemental de Donetsk par des manifestants pro-russes, et la proclamation de la république populaire de Donetsk marquent le début du soulèvement séparatiste pro-russe dans l'est de l'Ukraine.
Le soulèvement séparatiste se propage peu de temps après dans le reste du Donbass, notamment à Lougansk, Sloviansk et Marioupol.

### Manifestations pro-russes dans Artemivsk
Dès le 1er mars 2014, des rassemblements pro-russe ont eu lieu dans la ville. Les organisateurs du rassemblement lancent des appels séparatistes appelants à l'unification avec la Russie et demandent la tenue d'un référendum sur le sujet.
Les rassemblements se poursuivent jusqu'à la seconde moitié du mois d'avril 2014 malgré la diminution de la participation à ces manifestations. Dès le 13 avril 2014, les autorités ukrainiennes lancent une "opération antiterroriste" pour rétablir le contrôle de la région de Donetsk et de la ville d'Artemivsk à la suite de l'extension du conflit armé.
Les autorités ukrainiennes organisent le retrait des armes des entrepôts militaires début mars 2014 afin de prévenir un conflit armé dans la région.

## Déroulement
Le 12 avril, les autorités de la république populaire de Donetsk à Artemivsk sont déclarées séparatistes par le gouvernement ukrainien.
Le 19 avril, les forces du 3e régiment spécialisé renforcent la garnison de l'arsenal de stockage d'armes légères et d'équipement blindés dans les villages de Paraskoviivka et Kropvynytskyi en prévision d'attaques des séparatistes. Dès le 24 avril, les séparatistes lancent un premier assaut sur la ville, sans succès,.
Après cette dates, des escarmouches et accrochages ont lieu entre les belligérants et, le 25 mai, les séparatistes parviennent à perturber la tenue de l'élection présidentielle ukrainienne de 2014 dans la ville.
Le 20 juin, les séparatistes lancent un second assaut contre une unité militaire située dans la villequi est repoussé par les forces spéciales. L'offensive suivante a eu lieu avec le soutien de tirs de mortier, de chars T-64 et d'infanterie.
Dès lors, les attaques visent les entrepôts militaires d'Artemivsk. Pendant cette période, les défenseurs de la base apprennent pour la première fois la présence de chars T-64 dans les troupes séparatistes dans la nuit du 20 au 21 juin, lorsqu'un char tira sur le bâtiment de l'ATP adjacent à la partie militaire. Après cet incident, l'armée ukrainienne décida d'utiliser des véhicules blindés parmi ceux entreposés (au total 260 chars T-64, T-80 et T-72, 270 véhicules blindés de transport de troupes, 227 BMP, 129 BRM-1K).
Au  lendemain de l'attaque du poste de contrôle № 1 Ribgosp, le 27 juin 2014, des militants pro-russes mènent une troisième attaque de grande ampleur contre la base.Pendant la nuit, les unités loyalistes stationnées dans la ville se firent pilonner à l'aide de lance-grenades et d'armes légèresmais repoussèrent l'attaque et capturèrent un char,,.
Le 30 juin, les séparatistes pro-russes lancent une quatrième attaque contre une unité militaire située dans la villemais sont repoussés et le 6 juillet , Artemivsk repasse totalement sous contrôle ukrainien,,,.